# Iphiaulax cariniceps
Iphiaulax cariniceps är en stekelart som beskrevs av Cameron 1907. Iphiaulax cariniceps ingår i släktet Iphiaulax och familjen bracksteklar. Inga underarter finns listade i Catalogue of Life.